# Amélie Bosquet
Pour les articles homonymes, voir Bosquet (homonymie).
Ne doit pas être confondu avec Émile Bosquet.
Amélie Bosquet, née à Rouen 1er juin 1815 et morte à Neuilly-sur-Seine le 26 mars 1904 est une écrivaine française traditionniste, pionnière dans le domaine de la légende.

## Biographie
Née en plein quartier Martainville, Amélie Bosquet commence ses études à l’institution Chevalier, qui se trouve en face de l’abbatiale Saint-Ouen. Elle-même a décrit ses premières années de jeunesse et donné un curieux tableau du Rouen de la Restauration, dans un des derniers articles qu’elle ait écrits, article publié en 1897 dans la Revue bleue, sous le titre d’Une écolière sons la Restauration, « fragments de mémoires inédits ».

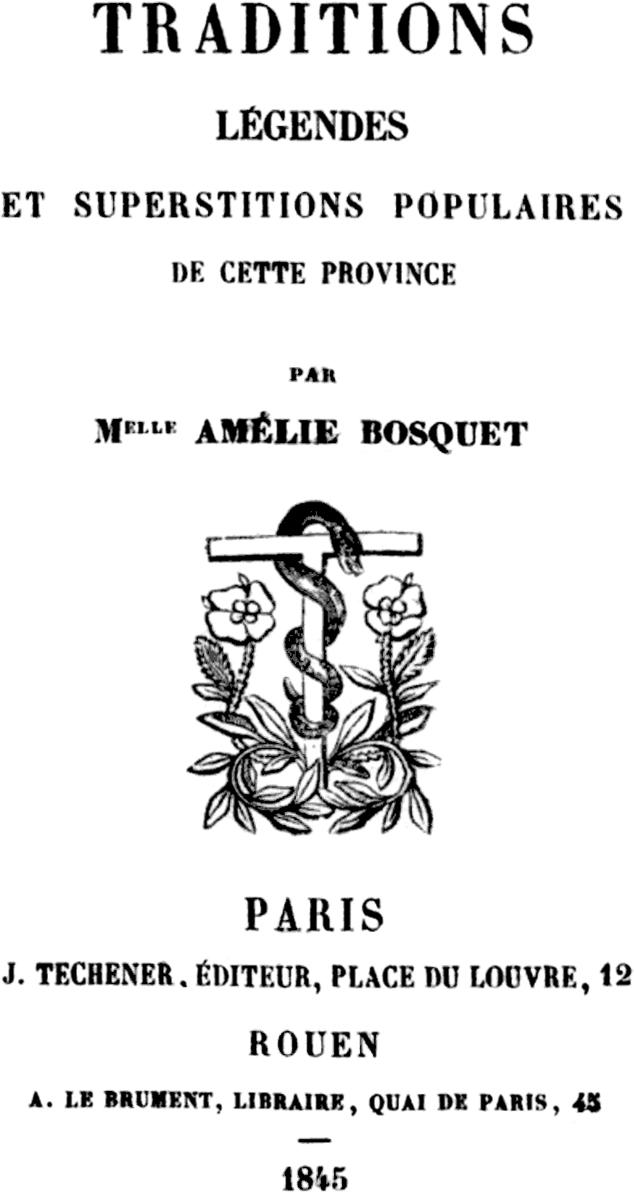
Frontispice de la Normandie romanesque et merveilleuse.

Amélie Bosquet débute comme écrivaine, vers 1834 dans la Revue de Rouen, par une série de légendes sur Bonsecours et les environs de Rouen. C’est un préambule à l’important ouvrage,  réédité à plusieurs reprises (1970, 1971, 1978, 1987), publié en 1845 chez Techener et Le Brument, la Normandie romanesque et merveilleuse ; traditions, légendes et superstitions populaires de cette province. Dans cet ouvrage, elle réunit et commente les traditions, les légendes et les superstitions du pays normand. Plus tard, avec la collaboration de Raymond Bordeaux, elle dirige la grande publication monumentale de la Normandie illustrée. Monuments sites et costumes, avec les lithographies de Charpentier.
Elle aborde, en 1846, la littérature proprement dite, sous le pseudonyme d’« Émile Bosquet » avec un roman historique, Rosemonde. Elle publie ensuite Une femme nulle, Une passion en province et Louise Meunier. Entrée, grâce à l’intermédiaire de son compatriote Jules Levallois, en relation avec Anaïs, l’épouse de son compatriote Adolphe Guéroult, elle publie avec succès dans l'Opinion nationale, en 1867, Une femme bien élevée, où elle dépeint les conflits religieux au sein des familles. Elle publie Roman des ouvrières, tableau des ouvrières de filatures rouennaises, qui se déroule dans les quartiers populaires de Saint-Maclou, de Saint-Vivien, du Clos-Saint-Marc. Dans Jacqueline de Vardon, dont le titre reprend le nom de sa grand-mère paternelle, originaire de Condé-sur-Nolreau, publié dans Le Temps, Amélie Bosquet décrit une vue de Rouen que Flaubert a qualifié de « chef-d’œuvre ». Elle publie encore quelques autres romans en 1874 et 1876.
Elle rencontre Gustave Flaubert à bibliothèque municipale de Rouen et celui-ci l'encourage. Cependant leur relation cesse lorsque Flaubert se moque de la cause féministe dans l'Éducation sentimentale en 1869.
En 1892, par l’entremise de l’érudit critique d’art Alfred Darcel, elle fait don à la bibliothèque de Rouen de toute une collection d’autographes de George Sand, de Sainte-Beuve, de Champfleury, de Deschanel, de Maxime Du Camp, de Cuvillier-Fleury, du poète Méry, du collectionneur Sauvageot. Parmi cette série se trouve une suite de lettres de Gustave Flaubert, qui avait présenté la romancière à George Sand. En même temps que ces autographes, accompagnés de dessins, Amélie Bosquet fait don au musée de Rouen de son portrait peint par l’artiste rouennais estimé Jean-Baptiste Parelle. 
Amélie Bosquet collabore à la Revue de Rouen, l’Opinion Nationale, la Revue de Paris et au Journal de Rouen. 
Féministe convaincue, elle collabore au journal Le Droit des femmes. Elle est membre du comité central de direction de l'Association pour le droit des femmes. Amélie Bosquet, se retire en 1892 dans la maison de retraite Galignani à Neuilly où elle meurt en mars 1904, à l’âge de quatre-vingt-huit ans.

## Hommage
Une place porte son nom à Rouen dans le quartier Saint-Clément - Jardin-des-Plantes.

## Distinctions
- Officier d'académie

## Œuvres
- La Normandie romanesque et merveilleuse ; traditions, légendes et superstitions populaires de cette province, Paris, Techener, Rouen, Le Brument, 1845
- La Normandie illustrée. Monuments sites et costumes, Nantes, Charpentier père, fils et Cie, 1852-1854 ;
- Espoir : poésies nouvelles, avec Th.-É. Lebreton, Rouen, Périaux, 1845 ;
- Rosemonde, Rouen, impr. A. Péron, 1846 ;
- Une victime de Boileau, Pradon, né à Rouen, s.l., 1847 ;
- Entre deux trains, Paris, impr. de Chaix, 1887 ;
- Le Roman des ouvrières, Paris, A. Faure, 1868 ;
- Les Trois Prétendants, Paris, Sartorius, 1874 ;
- Une femme bien élevée, Paris, A. Faure, 1867 ;
- Une passion en province, suivi de Maria, Bruxelles, Méline, Cans et Cie, 1858 ;
- Une villégiature. Séraphine et Léonie. Les Oiseaux de Berthe, Paris, Didier, 1877.

## Édition critique moderne
- Légendes de Normandie, collecte choisie et présentée par Françoise Morvan, 2004.  (ISBN 9782737334429).

## Sources
- Bulletin des Amis des monuments rouennais, Rouen, J. Le Cerf, 1905, p. 114-5.
- « Amélie Bosquet », Journal de Rouen, no 90,‎ 30 mars 1904, p. 2 col. 5 (lire en ligne, consulté le 3 avril 2021)
- Georges Dubosc, « Amélie Bosquet », Journal de Rouen, no 91,‎ 31 mars 1904, p. 2 col. 5-6 (lire en ligne, consulté le 3 avril 2021)
- Michel Winock, Flaubert, Gallimard, coll. « Collection NRF Biographies », 2013 (ISBN 9782070133482)